# Кравчук Володимир Сергійович
Володи́мир Сергі́йович Кравчу́к (нар. 23 серпня 1992, м. Київ, Україна — пом. 19 червня 2014, смт Ямпіль, Лиманський район, Донецька область, Україна) — лейтенант, спецпризначенець, командир взводу спецпідрозділу «Барс», учасник російсько-української війни.

## Життєпис
Народився 1992 року у Києві, був найменшим з трьох синів. Здобув середню освіту у загальноосвітній школі № 275 Деснянського району м. Києва. Під час навчання в школі активно займався спортом у дитячому футбольному клубі. 2013 року закінчив Національну академію внутрішніх військ МВС України (м. Харків) за спеціальністю «військове управління».
Брав участь в охороні громадського порядку у Києві під час подій Революції Гідності. Восени 2014 збирався одружитися.
Лейтенант, командир 2-го взводу спеціального призначення 1-ї роти спеціального призначення 1-го батальйону спеціального призначення 14-ї бригади спеціального призначення «Барс» Національної гвардії України, в/ч 3027, с. Нові Петрівці.
З початком російської збройної агресії брав участь в антитерористичній операції на Сході України.
19 червня 2014 року, під час військової операції зі звільнення населених пунктів Лиманського району (на той час — Краснолиманський), у якій брали участь десантники 25-ї і 95-ї бригад ВДВ, 1-й батальйон і розвідрота 24-ї мехбригади та бійці НГУ, спецпризначенці Нацгвардії провели «зачистку» від російських терористів смт Ямпіль, вийшли до мосту через Сіверський Донець і вступили у бій за пануючу висоту неподалік від мосту. Під час бою ворожий снайпер поцілив у командира взводу біля броньованої бойової машини, не врятувала ані кевларова каска, ані бронежилет англійського виробництва. Вогнепальні поранення у голову та грудну клітку виявились несумісними з життям. Того ж дня під час штурму блокпосту противника в районі Ямполя загинули восьмеро десантників, 24-та бригада втратила сім бійців загиблими біля Закотного.
Звільнення населених пунктів Лиманського району і взяття під контроль мосту дозволило перекрити останній шлях постачання зброї та боєприпасів до угруповання російського терориста Гіркіна («Стрєлка») у Слов'янськ.
Похований на Лісовому кладовищі м. Києва.
Залишились батьки, — Вікторія Миколаївна та Сергій Володимирович, двоє братів та наречена.

## Нагороди та вшанування
15 липня 2014 року — за особисту мужність і героїзм, виявлені у захисті державного суверенітету та територіальної цілісності України, відзначений — нагороджений орденом «За мужність» III ступеня (посмертно).
Наказом командувача Нацгвардії України № 110 від 24 червня 2014 року лейтенант Кравчук В. С. навічно зарахований до списку особового складу 1-ї роти спецпризначення 1-го батальйону спецпризначення 1-ї бригади оперативного призначення Північного ОТО НГУ.
19 червня 2016 року на місці бою поблизу смт Ямпіль на Донеччині встановлено пам'ятний знак з іменами загиблих захисників України.
23 серпня 2014 року на будівлі київської школи І-ІІІ ст. № 275 відкрито меморіальну дошку на честь полеглого випускника школи. З вересня 2014 школа носить ім'я Кравчука Володимира Сергійовича.
7 травня 2015 року, напередодні Дня пам'яті та примирення на Першому українському суспільному телевізійному каналі UA:Перший було продемонстровано документальний фільм «Володимир Кравчук. Меншенький» із циклу «Героям слава».
У місті Київ на Солом'янській площі на одній із плит меморіалу загиблим працівникам Міністерства внутрішніх справ України викарбуване ім'я лейтенанта Володимира Кравчука.